# Урбен, Исмаэль
Исмаэль Урбен (фр. Ismaÿl Urbain), или Тома Урбен (фр. Thomas Urbain; 31 декабря 1812 года, Кайенна, Французская Гвиана — 28 января 1884 года, Алжир, Алжир) — французский журналист и переводчик, арабист, ренегат, офицер ордена Почётного легиона, личный советник императора Наполеона III.

## Биография
Тома Урбен родился 31 декабря 1812 года в Кайенне, во Французской Гвиане. Он был внебрачным сыном Урбена Брю, торговца из Марселя и Мари-Габриэль Аполлен, свободной «цветной» женщины из Кайенны, поэтому вместо фамилии отца ему дали имя родителя. В 8 лет его привезли в Марсель. Здесь Тома получил образование. В 1830 году отец отправил его во Французскую Гвиану, поручив ему поправить положение семейного дела. Вскоре, однако, сын вернулся во Францию, не справившись с поручением отца.
Познакомившись с учением утописта Анри де Сен-Симона и его последователей, Тома переехал в Париж, где был принят на работу секретарём к Гюставу д’Эшталю. В 1833 году вместе с сенсимонистами он прибыл на миссию в Дамиетту в Египт, где устроился преподавателем французского языка в военной школе. За время своего пребывания в Египте Тома выучил арабский язык и принял ислам, взяв новое имя Исмаэль.
Вернувшись в 1836 году в Париж, в качестве журналиста сотрудничал с изданиями «Живописный журнал» Эдуара Шартона (фр. Magasin pittoresque), «Время» (фр. le Temps), «Устав 1839» (фр. la Charte de 1839) и «Журнал XIX века» (фр. la Revue du XIXe siècle).
Знание арабского языка помогло ему получить должность военного переводчика в Алжире, куда в 1837 году он переехал из Франции. Тома был переводчиком у генералов Бюжо, Рюмийи и Шангарнье.
28 марта 1840 года он женился на алжирке, от которой в 1843 году у него родилась единственная дочь. Знание языка, религии и традиций местного населения позволили Тома занять высокое положение в колониальной администрации. Став членом консультативного совета при генерал-губернаторе, он участвовал в обсуждении и принятии важных решений для Алжира.
В 1845 году Тома был вызван в Военное министерство, и, вместе с женой и дочерью, вернулся во Францию. Так, как он был женат по законам шариата, 29 мая 1857 года Тома официально зарегистрировал с супругой гражданский брак. Вскоре после этого, он крестил дочь, желая избавить её от насмешек ровесниц в пансионе Конгрегации сестёр христианской доктрины, где она обучалась. Однако, общество Франции того времени отказалось принимать семью ренегата и мусульманки.
В том же 1845 году Тома вместе с семьёй навсегда уехал в Африку и поселился в Алжире. Он стал близким другом эмира Абделькадера, и придерживался идеи создания независимого арабского государства на территории Алжира. Выступал против колонизации и ассимиляции французами местного населения. В 1861 году под псевдонимом Жорж Вуазен издал книгу «Алжир для алжирцев». Симпатии императора Наполеона III к арабам во многом связаны с влиянием на него Тома Урбена, который был личным советником монарха. В 1870 году ещё одна его книга «Французский Алжир: уроженцы и иммигранты» спровоцировала волнения в колонии.
После падения империи, Тома Урбен оставил политическую деятельность. Он умер 28 января 1884 года в Алжире и был похоронен на христианском кладбище Святой Евгении у входа в базилику Богоматери Африканской.

## Сочинения
- «Письма о чёрных и белых» (фр. Lettres sur la race noire et la race blanche, 1839).
- «Алжир. Правление народов: христиане и мусульмане, алжирцы и французы» (фр. Algérie. Du gouvernement des tribus. Chrétiens et musulmans, Français et Algériens, 1848).
- «Толерантность в исламе» (фр. De la Tolérance dans l’islamisme, 1856).
- «Алжир для алжирцев» (фр. L’Algérie pour les Algériens, 1861).
- «Французский Алжир: уроженцы и иммигранты» (фр. L’Algérie française. Indigènes et immigrants, 1870).